# 大宁灵石公园
大宁灵石公园位于上海市静安区，是一座生态景观式城市公园，是上海市城市总体规划确定的三大绿地之一，上海浦西最大的集中绿地。公园总投资约18亿元，最初规划于二十世纪八十年代，后由原来的大宁公园和广中公园合并扩建而成。
公园东起共和新路，西至运城路，北临广中西路，南靠宜川路、金荣公寓、绿色丽园、东方明珠大宁公寓等居民住宅小区和上海马戏城，总面积约68万平方米。公园共设四个门，分别为北门即正门，位于广中西路288号；西门又称山门，位于广中西路756号，广中西路和运城路交接处东南角；南门亦称水门，位于宜川路1068号，宜川路和万荣路交接处西北侧；东门位于共和西路2440号，共和新路和广中西路交汇处，正对上海地鐵轨道交通一号线，上海马戏城站3号口。
公园依据中国地形特点而设，由东向西逐级递高，其中黄浦江支流彭越浦河南北贯穿整个公园。园内（原大宁公园区域）建有4公里长、6米宽的环园道路，另辟2公里长、4米宽的环湖小径围绕着面积约7万平方米、水深4米左右的人工湖。公园分为东、南、西、北四块。东块是原广中公园的自然式园林景区；南块是南国风情、湿地沼泽和河湖港汊景区；西区是西方园林景观和山林景区；北块以水为主题，建有湖堤景区，人工湖上三座石桥连成一道长廊，湖边用细白沙铺就人造沙滩。公园在北门和西门前建有大型开敞式入口广场。
园内种植了大量景观植物，主要有香樟、女贞、广玉兰、水杉、腊梅、海棠和樱花等。
其绿化环境和景观特色使之成为上海适合摄影外拍的公园之一，也是沪上新人婚纱摄影外景拍摄的备选场所之一。

## 大事记
- 2000年10月，开工兴建；
- 2001年12月，大宁灵石公园建成；
- 2002年5月1日，正式对外开放；
- 2004年4月原广中公园归并于大宁灵石公园；
- 2005年,在《青年报》组织的“读者心目中最具魅力的景区”评选活动中，大宁灵石公园被评为上海十大魅力景区之一；
- 2005年,被上海市绿化局评为上海市文明公园[2]；
- 2006年，被上海市绿化局评为三星级公园[3]；
- 2009年,被评为国家3A级旅游景区[4]；
- 2013年,在由青年报与上海市公园管理服务中心承办的“青年人最喜爱的上海十大公园”评选活动中荣获"青年人喜爱的上海十大公园最具人气奖"[5]。

## 主要景点
- 白沙滩 （近北门）
- 蓬莱三岛 （近北门）
- 罗马广场 （近西门）
- 欧式长廊 （近西门）
- 善和喷泉（近西门）
- 湿地沼泽（近南门）
- 成语、寓言和神话雕塑群 （近东门，原广中公园区域）
  - 东郭先生、鹬蚌相争、铁杵成针、守株待兔、滥竽充数、孔融分梨、闻鸡起舞、曹冲秤象、自相矛盾、狐狸与乌鸦、狐狸与葡萄、女娲补天和开天辟地

## 休闲娱乐
- 蝶栖亭[註 1]
- 会议中心
- 游船码头
- 垂钓中心
- 塑胶健行道 - 紧邻通过园内的彭越浦河中段东岸，健行道东侧配有简单的健身设施
- 跑步道 - 起点近北门，终点距西门不远，全长3.37公里，每隔100米，路面有距离提示标识。在2.7公里处设有岔道，可通向另一终点，全程缩短为2.85公里[註 2]。

## 主题雕塑
- 春之仪 - 作者：吴静茹(荷兰)；创作时间：2007年；落户时间：2008年；位置：近北门
- 气冲斗牛[6] - 作者：金善球(韩国)；创作时间：2008年；落户时间：2008年9月18日；位置：北门广场
- 升腾[7] (原名:凝练) - 作者：迭龙•圣图里奥(乌拉圭)；创作时间：2007年；揭幕时间：2009年3月26日；位置：白沙滩
- 母与子 - 作者：吴静茹(荷兰)；创作时间：2005年；落户时间：2009年；位置：近北门
- 空间和谐 - 作者：迭龙•圣图里奥(乌拉圭)；落户时间：2009年；位置：会议中心门前草坪

## 开放时间
- 春夏季：04月1日至06月30日-05:00～18:00
- 夏秋季：07月1日至09月30日-05:00～19:00
- 秋冬季：10月1日至03月31日-06:00～18:00

## 门票
- 设有普通门票、月票、半年票和年票

(每天开园至早晨8时前免费向市民开放)

## 交通线路
- 上海地鐵
  - 轨道交通一号线，上海马戏城站3号口(近东门)
- 公交线路
  - 东门: 46路、79路、95路、114路、232路、722路、741路、767路(广中西路共和新路站)、849路、862路、912路、916路、943路
  - 南门: 40路、547路
  - 西门: 767路(广中西路运城路站)
  - 北门: 210路、767路(广中西路万荣路站)

## 附近
- 上海马戏城
- 上海大学延长校区

## 备注
1. ↑  由加拿大贝加艾奇建筑事务所捐赠。
2. ↑  节假日，园内游人众多，尤其以婚纱摄影者、露营者和携儿童出游的家庭为主，基于安全考虑，不适合跑步。

## 外部連結
- http://www.dnlspark.com/（页面存档备份，存于）